# Горащенков Олексій Миколайович
Горащенков Олексій Миколайович (11 травня 1979, м. Київ) — Заслужений юрист України, кандидат юридичних наук, український дипломат.

## Життєпис
Дата і місце народження: 11.05.1979 року в місті Київ.
Сімейний стан: одружений, дві доньки та син.
Громадянство: України.
Освіта: вища, у 2001 році закінчив Інститут міжнародних відносин Київського національного університету імені Тараса Шевченка, магістр з міжнародного публічного права, бакалавр з міжнародних відносин, перекладач з англійської мови.
Володіння мовами: українська, російська, англійська, німецька.
Навчання закордоном:
- 2007 р. — закінчив курс підготовки миротворців, цивільного персоналу ООН (SWEDINT, Швеція);
- 2009 р. — закінчив курс «Building Integrity in Defence Establishments» в рамках Програми співробітництва з НАТО;
- 2013 р. — Оборонний коледж НАТО (м. Рим, Брюссель).

## Трудова діяльність
1999 — 2001 — юрист ТОВ «Інтеркас-Київ»
2001 — 2002 — помічник адвоката  Адвокатського об'єднання "Адвокатське бюро «Лотюк та партнери» (свідоцтво № 1775)
2002 — 2005 — робота в Міністерстві закордонних справ України:
- спеціаліст по посаді третього секретаря відділу прав людини Управління ООН та інших міжнародних організацій;
- аташе, третій секретар, помічник Заступника Міністра закордонних справ України;
- керівник служби забезпечення роботи Заступника Міністра закордонних справ України.

2005 — 2009 — робота в Апараті Ради національної безпеки і оборони України:
- головний консультант відділу європейської безпеки;
- головний консультант, державний експерт відділу міжнародних аспектів нерозповсюдження та контролю над озброєнням;
- завідувач відділу нових викликів та загроз міжнародній безпеці Управління міжнародної безпеки Департаменту зовнішньополітичних аспектів національної безпеки.

2009 — 2011 — робота в Міністерстві юстиції України:
- заступник Директора — начальник управління правового забезпечення європейської інтеграції Державного департаменту з питань адаптації законодавства (орган ліквідовано).

2011 — 2012 — робота в Державній міграційній службі України:
- начальник Управління міжнародної діяльності.

2012 — 2014 — робота в Міністерстві закордонних справ України:
- заступник Директора Договірно-правового департаменту-начальник відділу
- заступник Директора Окремого двостороннього департаменту

2014 — 2018 — робота в Адміністрації Президента України
- помічник Президента України
- Перший заступник керівника Головного департаменту стратегічного планування та оперативного забезпечення

2018 — 2019 — військовослужбовець СЗР України, участь у бойових діях із забезпечення національної безпеки та оборони, відсічі і стримування збройної агресії Російської Федерації у Донецькій та Луганській областях
2020 - дотепер - діючий військовослужбовець ЗСУ

## Нагороди, заохочення, почесні звання
- юрист-дипломат року (2013);
- Заслужений юрист України (23 серпня 2014).[1]
- Надзвичайний і Повноважний Посланник першого класу (26 серпня 2015).[2]
- Кандидат юридичних наук, доктор філософії (13 грудня 2016 р.).
- Ветеран війни
- Нагорода ООС "Козацький хрест І ступеню"